# Bukrzyno Małe
Bukrzyno Małe (kszb. Jezoro Môłé Bùkrzëno) – śródleśne jezioro rynnowe w Polsce położone w województwie pomorskim, w powiecie kartuskim, w gminie Stężyca na obszarze Pojezierza Kaszubskiego, między miejscowościami Stare Czaple, Przewóz i Czapielski Młyn.
Ogólna powierzchnia: 17,8 ha